# 7595 Växjö
7595 Växjö là một tiểu hành tinh vành đai chính với chu kỳ quỹ đạo là 1713.4094277 ngày (4.69 năm).
Nó được phát hiện ngày 21 tháng 3 năm 1993.